# Eda (Eda)
Eda ist ein kleiner Ort (småort) in der schwedischen Gemeinde Eda, Provinz Värmlands län. Der Ort hat als Sitz einer församling auch eine kirchlich-administrative Bedeutung.

## Eda kyrka

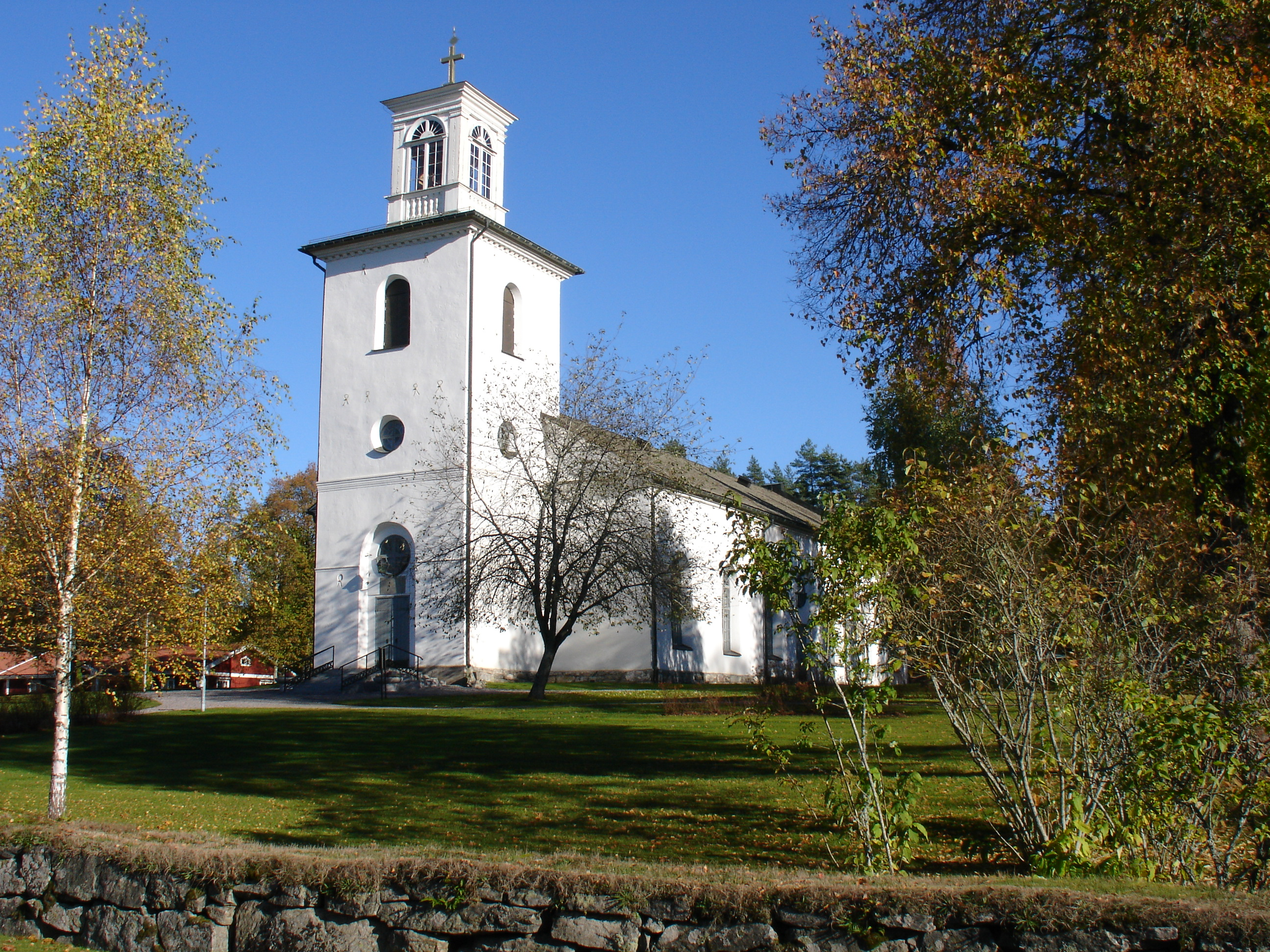
Eda kyrka, die Kirche des Ortes

Eda kyrka wurde in den Jahren 1835 bis 1839 als Ersatz für eine alte mittelalterliche Kirche erbaut, die etwa 300 Meter südlich liegt. 1841 wurde sie von Bischof Aghard eingeweiht. Der Altar wurde um 1600 in Västergötland von Nils Falk erbaut. Die 35-stimmige Orgel stammt aus dem Jahr 1930. 1979 wurde die Kirche durch einen Brand beschädigt und später restauriert.